# Entrée des États-Unis dans la Première Guerre mondiale

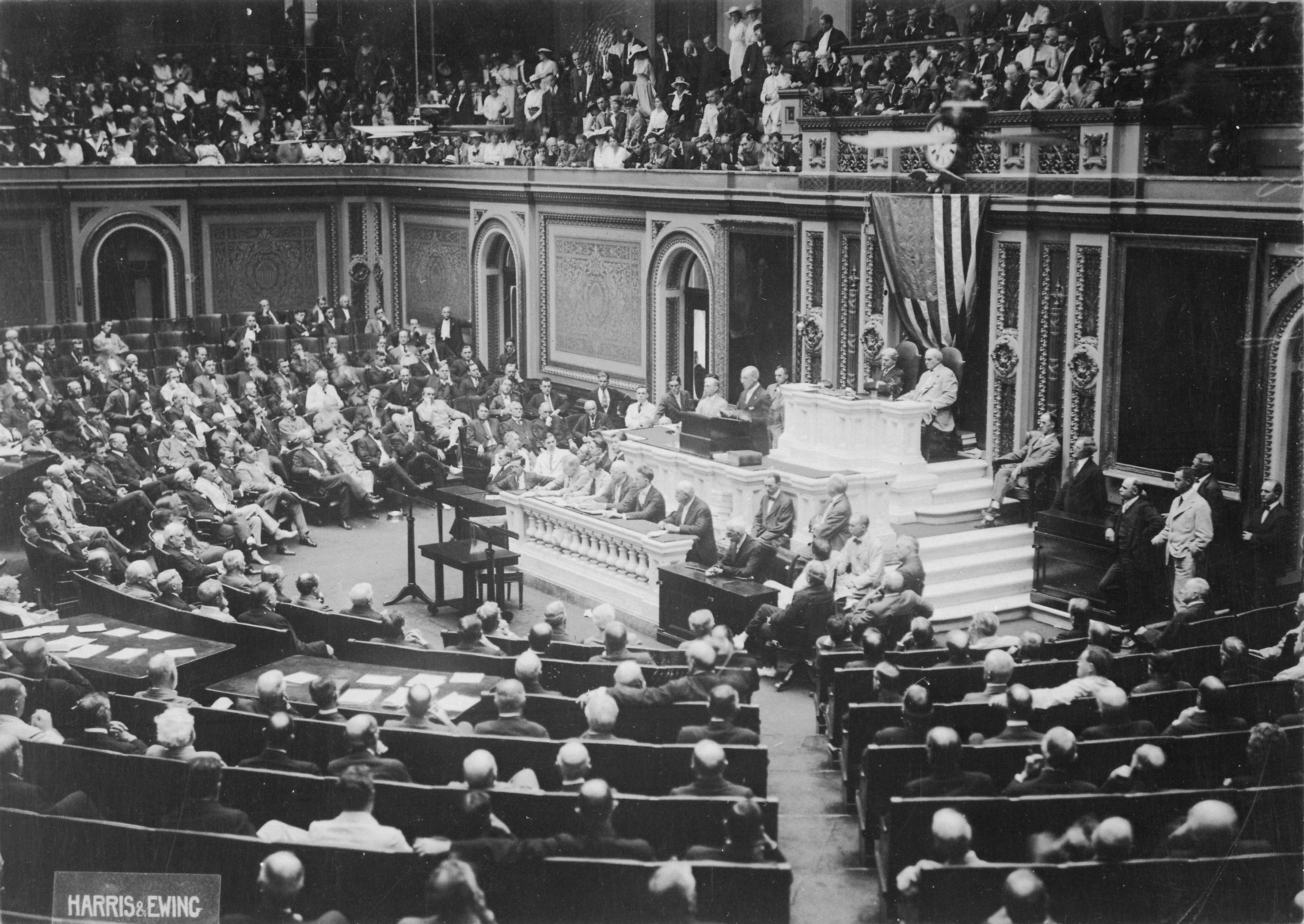
Le président Woodrow Wilson annonçant devant le Congrès la rupture des relations diplomatiques avec l'Allemagne le 3 février 1917.

L'entrée dans la Première Guerre mondiale des États-Unis survient en avril 1917, après deux ans et demi d'efforts déployés par le président Woodrow Wilson pour garder les États-Unis neutres dans cette guerre. Excepté une partie anglophile soutenant les Britanniques, l'opinion publique américaine était neutre dans les premières années de guerre. Le sentiment de neutralité était fort chez les Irlando-Américains, Germano-Américains et Suédo-Américains, ainsi que parmi les dirigeants de l'Église et les femmes. D'autre part, avant même que la guerre n’éclatât, l'opinion américaine envers l'Allemagne était déjà plus négative qu’envers n’importe quel autre pays en Europe. Les citoyens en vinrent de plus en plus à considérer l'Empire allemand comme un ennemi après les atrocités en Belgique en 1914 et l’attaque du paquebot RMS Lusitania en mai 1915. Wilson avait pris toutes les décisions clés et maintenu l'économie sur une base de temps de paix, tout en permettant des prêts à grande échelle à la Grande-Bretagne et la France. Pour ne pas émettre de menace militaire, Wilson n'entreprit que des préparations minimales pour la guerre et conserva l'armée de terre américaine sur son petit format de temps de paix, malgré la demande croissante en matière de préparation. Cependant, il fit augmenter la taille de la marine américaine.
Au début de 1917, l'Allemagne décida de reprendre la guerre sous-marine tous azimuts contre tout navire commercial se dirigeant vers la Grande-Bretagne, bien que cette décision signifiât presque certainement la guerre avec les États-Unis. L'Allemagne offrit également une alliance militaire au Mexique contre les États-Unis via le télégramme Zimmermann. La publication de cette offre d’alliance outragea les Américains alors qu'au même moment, les sous-marins allemands commençaient à couler des navires américains dans l'Atlantique Nord. Wilson demanda au Congrès d’autoriser « une guerre pour mettre fin à toutes les guerres » qui « rendrait le monde sûr pour la démocratie », et le Congrès vota pour déclarer la guerre à l'Allemagne le 6 avril 1917. Le 7 décembre 1917, les États-Unis déclarèrent la guerre à l'Empire austro-hongrois,.

## Sous-marins et blocus
Le blocus fut une stratégie indirecte mais cruciale utilisée par les deux parties. La marine britannique mit fin aux expéditions de la plupart des fournitures de guerre et de la nourriture à destination de l'Allemagne. Les navires américains neutres qui tentaient de commercer avec l'Allemagne furent saisis ou refoulés.
L'étranglement arriva très lentement, parce que l'Allemagne et les puissances centrales (ses alliés) contrôlaient de vastes terres agricoles et de mines de matières premières. Il fut finalement couronné de succès parce que l'Allemagne et l'Autriche-Hongrie avaient enrôlé énormément d'agriculteurs dans leurs armées. En 1918, les villes allemandes étaient sur le point de mourir de faim; les soldats en première ligne étaient à court de rations et à court de fournitures essentielles.
L'Allemagne envisagea également le blocus. « L'Angleterre veut nous faire mourir de faim », déclara l'amiral Alfred von Tirpitz, l'homme qui bâtit la marine impériale allemande et qui resta un proche conseiller de Guillaume II. « Nous pouvons jouer le même jeu. Nous pouvons la mettre sous cloche et détruire tout navire qui cherche à briser le blocus ». Incapable de rivaliser avec la marine britannique plus puissante en surface, Tirpitz voulait effrayer les navires marchands et les navires de passagers en route vers la Grande-Bretagne. Il estimait que, comme l'île de la Grande-Bretagne dépendait des importations de denrées alimentaires, de matières premières et de produits manufacturés, effrayer un nombre important de navires aurait pour effet à long terme de saper sa capacité à maintenir une armée sur le front occidental. Alors que l'Allemagne disposait seulement de neuf U-boots à long rayon d’action au début de la guerre, elle avait des chantiers ayant de grandes capacités de production pour construire les centaines de sous-marins requis. Cependant, les États-Unis exigeaient que l'Allemagne respecte les accords internationaux sur la « liberté des mers », qui protégeaient les navires américains neutres en haute mer de saisie ou d’attaque par l'un des belligérants. En outre, les Américains insistèrent sur le fait que la noyade de civils innocents était barbare et un motif pour une déclaration de guerre. Les Britanniques violèrent fréquemment les droits de l'Amérique alors neutres en saisissant des navires Le haut conseiller de Wilson, le colonel Edward M. House fit remarquer que « les Britanniques [étaient] allés aussi loin qu'ils le pouvaient dans la violation des droits des neutres, mais qu’ils l'[avaie]nt fait de la façon la plus courtoise ». Lorsque Wilson protesta contre les violations britanniques de la neutralité américaine, les Britanniques reculèrent.
Les sous-marins allemands torpillèrent des navires sans avertissement, ce qui provoqua la noyade de marins et de passagers. Berlin expliqua que les sous-marins étaient si vulnérables qu'ils n'osaient pas faire surface près des navires marchands qui pouvaient être armés de canons et qu’ils étaient trop petits pour sauver les équipages. La Grande-Bretagne arma la plupart de ses navires marchands avec des canons de calibre moyen qui pouvait couler un sous-marin, ce qui rendait les attaques en surface très risquées. En février 1915, les États-Unis mirent en garde l'Allemagne à propos d’une mauvaise utilisation de ses sous-marins. Le 22 avril, l'ambassade impériale allemande aux États-Unis mit en garde les citoyens américains que monter à bord des navires à destination de la Grande-Bretagne était s'exposer à faire face à des attaques allemandes. Le 7 mai, l'Allemagne torpilla le paquebot britannique RMS Lusitania, le coulant. Cet acte d'agression causa la mort de 1 198 civils, dont 128 Américains. Le naufrage d'un grand navire de passagers, désarmé, combiné avec les histoires d'atrocités antérieures en Belgique, les Américains furent choqués et l'opinion publique devint hostile à l'Allemagne, mais pas encore au point de déclarer la guerre. Wilson émit un avertissement à l'Allemagne ; elle ferait face à sa « stricte responsabilité » si elle coulait d'autres navires de passagers américains neutres. Berlin acquiesça, ordonnant à ses sous-marins d’éviter les navires de passagers.
En janvier 1917, cependant, le maréchal Paul von Hindenburg et le général Erich Ludendorff estimèrent que le blocus sous-marin sans restriction était le seul moyen de sortir de l'impasse sur le front occidental. Ils exigèrent que le Kaiser Guillaume ordonnât la reprise de la guerre sous-marine sans restriction. L’Allemagne savait que cette décision signifiait la guerre avec les États-Unis, mais ils parièrent qu'ils pourraient gagner la guerre avant que la potentielle force de l'Amérique ne pût être mobilisée. Cependant, ils surestimèrent le nombre de navires qu’ils pourraient couler et donc l’affaiblissement de la Grande-Bretagne. Enfin, ils ne prévoyaient pas que les convois pourraient et seraient utilisés pour contrecarrer leurs efforts. Ils croyaient que les États-Unis étaient si faibles militairement qu'il ne pourrait pas être un facteur décisif sur le front occidental pendant plus d'un an, une erreur qui allait finalement se révéler fatale pour l’Allemagne. Le gouvernement civil à Berlin s’y opposa, mais le Kaiser trancha en faveur de son armée.

## Élites
Les historiens divisent les opinions des dirigeants politiques et sociaux américains en quatre groupes distincts, les camps étaient essentiellement informels:
Le premier d'entre eux était celui des non-interventionnistes, un mouvement anti-guerre vaguement affilié et politiquement divers qui visait à maintenir les États-Unis hors de la guerre. Les membres de ce groupe avaient tendance à considérer la guerre comme un conflit entre l'impérialisme britannique et le militarisme allemand, qu'ils considéraient tous deux comme étant également corrompus. D'autres étaient pacifistes, qui s’opposaient à la guerre pour des raisons morales. Ce groupe incluait des démocrates comme l'ancien secrétaire d'État William Jennings Bryan, l'industriel Henry Ford et l'éditeur William Randolph Hearst; et des républicains comme Robert M. La Follette, sénateur du Wisconsin et George W. Norris, sénateur du Nebraska; et le militant du Parti progressiste Jane Addams.
À l'extrémité gauche du spectre politique, les socialistes, conduits par leur candidat à la présidence plusieurs fois défait Eugene V. Debs et le mouvement des anciens combattants comme Victor L. Berger (en) et Morris Hillquit (en), étaient des antimilitaristes acharnés et opposés à toute intervention américaine. Ils considéraient ce conflit comme une « guerre capitaliste » que les travailleurs américains devraient éviter. Cependant, après que les États-Unis ont rejoint la guerre en 1917 un schisme se développa entre l'establishment du Parti anti-guerre et une faction pro-guerre d’écrivains, de journalistes et d’intellectuels socialistes tels que John Spargo (en), Emanuel Haldeman-Julius (en) et William English Walling (en). Ce groupe fonda la Ligue américaine démocratique socialiste afin de promouvoir l'effort de guerre parmi leurs collègues socialistes.
Puis venaient les internationalistes libéraux plus modérés. Ce groupe bipartisan appuya à contrecœur l'utilisation de la force armée contre l'Allemagne dans le but, après-guerre, de créer des institutions internationales de sécurité collective visant à résoudre pacifiquement les conflits futurs entre les nations et à promouvoir plus largement les valeurs démocratiques libérales. Les idées de ce groupe étaient supportées par des groupes d'intérêt tels que la Ligue pour imposer la paix. Ses adhérents comprenaient le président américain Woodrow Wilson, son influent conseiller Edward M. House, l'ancien président William Howard Taft, le célèbre inventeur Alexander Graham Bell, le financier de Wall Street Bernard Baruch et le président de l'université de Harvard Abbott Lawrence Lowell.
Enfin, il y avait les atlantistes. Ardemment pro-Entente, ils avaient vivement défendu une intervention américaine dans la guerre contre l'Allemagne depuis 1915. Leur première motivation politique était à la fois de renforcer l'armée américaine pour une guerre avec l'Allemagne et d’établir une alliance avec la Grande-Bretagne. Ce groupe soutint également activement le Mouvement de préparation et était puissant chez les Républicains dans le Nord-est. En faisaient partie: l'ancien président Theodore Roosevelt, le général Leonard Wood, l’éminent avocat et diplomate Joseph Hodges Choate, l’ancien secrétaire à la Guerre Henry Stimson et les sénateurs Henry Cabot Lodge, Sr. du Massachusetts et Elihu Root de New York.

## Considérations commerciales
Le début de la guerre en Europe coïncida avec la fin de la récession de 1913-1914 en Amérique. Les exportations vers les nations belligérantes augmentèrent rapidement durant les quatre premières années de la guerre de 824,8 millions de dollars en 1913 à 2,25 milliards de dollars en 1917. Les prêts consentis par les institutions financières américaines aux nations alliées en Europe augmentèrent également de façon spectaculaire au cours de la même période. L'activité économique, vers la fin de cette période, était en plein essor, les ressources du gouvernement aidèrent la production du secteur privé. Entre 1914 et 1917, la production industrielle augmenta de 32 % et le PNB de près de 20 %. Les améliorations apportées à la production industrielle aux États-Unis survécurent à la guerre. Le développement qui avait permis aux entreprises américaines d’approvisionner les belligérants et l'armée américaine conduisit à un taux de production plus élevé sur le long terme, même après que la guerre ait pris fin en 1918.
En 1913, J.P. Morgan Jr. reprit la House of Morgan, une banque d'investissement basée aux États-Unis réalisant des opérations bancaires séparées à New York, Londres et Paris, après la mort de son père, John Pierpont Morgan. La House of Morgan offrit son aide au financement de la Grande-Bretagne et la France dès les premiers stades de la guerre en 1914 jusqu’à l'entrée de l'Amérique en 1917. JP Morgan & Co., la House of Morgan de New York, fut désigné comme le principal financier agent pour le gouvernement britannique en 1914. La même banque aura plus tard un rôle similaire en France et offrit une vaste aide financière aux deux nations en guerre. J.P. Morgan & Co. devint le principal émetteur de prêts au gouvernement français grâce à la collecte de fonds auprès d'investisseurs américains. Morgan Harjes, la banque française affiliée à la House of Morgan, contrôlait la majorité des transactions financières en temps de guerre entre la House of Morgan et le gouvernement français après les premières émissions de dette sur les marchés américains. Les relations entre la House of Morgan et le gouvernement français se tendirent alors que la guerre faisait rage et qu’aucune fin n’était en vue. La capacité de la France à emprunter auprès d'autres opérateurs financiers diminua, ce qui conduisit à des taux de prêts plus élevé et une chute de la valeur du franc. Après la guerre, en 1918, J.P. Morgan & Co. continua à aider financièrement le gouvernement français grâce à une stabilisation monétaire et à un allégement de la dette.
Comme les États-Unis étaient encore un État officiellement neutre, les transactions financières des banques américaines en Europe causèrent beaucoup de discorde entre Wall Street et le gouvernement américain. Le secrétaire d'État William Jennings Bryan était absolument opposé au soutien financier des nations en guerre et voulut interdire les prêts aux belligérants en août 1914. Il dit au président Wilson que « le refus de prêt aux belligérants aurait naturellement tendance à hâter la conclusion de la guerre ». Wilson fut initialement d’accord, mais changea d’avis lorsque la France fit valoir que s’il était légal d'acheter des produits américains, alors il était légal de contracter des crédits à l'achat.
J.P. Morgan consentit des prêts à la France dont un en mars 1915 et une autre en octobre 1915, ce dernier d'un montant de 500 millions de dollars. Bien que la position du gouvernement des États-Unis fût que la fin de cette aide pourrait hâter la fin de la guerre et sauver des millions de vie, peu fut fait pour assurer le respect de l'interdiction des prêts.
L'industrie sidérurgique américaine avait fait face à des difficultés et connut une baisse des profits au cours de la récession de 1913-1914. Alors que la guerre commençait en Europe, la demande accrue pour les équipements de guerre coïncida avec une période de productivité accrue qui atténua pour de nombreuses entreprises industrielles américaines la période de faible croissance due à la récession. Bethlehem Steel profita notamment de la demande accrue d'armements de l'étranger. Avant l'entrée américaine dans la guerre, ces entreprises bénéficièrent du commerce sans restriction avec les gouvernements étrangers. Après que le président Wilson publia la déclaration de guerre, les entreprises furent soumises à des contrôles de prix par la Commission américaine du commerce afin d'assurer à l'armée américaine l’accès aux armements dont elle aurait besoin.
À la fin de la guerre en 1918, Bethlehem Steel avait produit 29 500 kilogrammes de produits militaires forgés et 31 750 tonnes de plaque de blindage, 500 000 tonnes d'acier pour les coques et 20,1 millions de cartouches de munitions d'artillerie pour la Grande-Bretagne et la France. Bethlehem Steel profita également de son marché de l'armement domestique et produisit 60 % de l'armement américain et 40 % des obus d'artillerie utilisés durant la guerre. Même avec le contrôle des prix et une marge bénéficiaire inférieure sur les produits manufacturés, les bénéfices résultant des ventes durant la guerre permirent à la société de devenir la troisième plus grande entreprise de fabrication dans le pays. Bethlehem Steel devint de nouveau, en 1939, le principal fournisseur d'armes pour les États-Unis et d'autres puissances alliées.

## Opinion publique
Un groupe cosmopolite d'hommes d'affaires de la classe supérieure et moyenne supérieure basée dans les plus grandes villes prit les devants pour promouvoir la préparation militaire et définir dans quelle mesure l'Amérique pourrait se préparer avant qu'elle ne dut se battre.
Beaucoup de personnalités publiques haïssaient la guerre. Le secrétaire d'État William Jennings Bryan était le plus important. Il démissionna quand il estima que Wilson était devenu trop belliqueux. L’opposition des Grassroots à l'entrée américaine dans la guerre venait principalement de ses membres allemands et irlandais.

### Les partis
Un fait surprenant dans l’évolution de l'opinion publique américaine fut combien les partis politiques devinrent impliqués. Wilson et les démocrates, en 1916, firent campagne avec le slogan « Il nous a gardés hors de la guerre! », sous-entendant qu’une victoire républicaine signifierait la guerre avec le Mexique et l'Allemagne. Sa position était sans doute essentielle pour gagner les États de l’ouest. Charles Evans Hughes, le candidat du GOP, insista pour minimiser la question de la guerre.
Le parti socialiste parla de la paix. la rhétorique socialiste déclarait que le conflit européen était « une guerre impérialiste ». Eugene V. Debs obtint 2 % des votes en 1916, blâmant la guerre contre le capitalisme et promettant une totale opposition. « Une baïonnette », selon propagande, « était une arme avec un travailleur à chaque extrémité ». Lorsque la guerre éclata, cependant, environ la moitié des socialistes, personnalisée par le membre du congrès Meyer London (en), appuyait les décisions pro-alliées. Le reste, dirigé par Debs, est resté idéologiquement et fermement de farouches opposants. Des enquêtes en vertu de la loi sur l'espionnage de 1917 touchèrent de nombreux socialistes et beaucoup soupçonnés de trahison furent arrêtés, y compris Debs. Cela ne fit qu'accroître la taille de la frange anti-guerre du parti socialiste et renforcer le ressentiment envers la bureaucratie américaine.

### Les ouvriers, les agriculteurs et les Afro-Américains
La classe ouvrière était relativement calme, et tendait à se partager selon des lignes ethniques. Au début de la guerre, ni les ouvriers, ni les agriculteurs n’émirent un grand intérêt pour les efforts pour la préparation de la défense ou de la guerre. Samuel Gompers, chef de l'AFL, dénonça la guerre en 1914 comme «contre nature, injustifiée et impie » , mais en 1916, il soutenait le programme de préparation limitée de Wilson, contre les objections des militants syndicaux socialistes. En 1916, les syndicats appuyèrent Wilson sur les questions nationales et ignorèrent la question de la guerre.
Au début, la guerre perturba le marché du coton. La Grande-Bretagne bloquait les livraisons vers l'Allemagne, et les prix chutèrent de 11 cents la livre à seulement 4 cents. En 1916, cependant, les Britanniques décidèrent de soutenir les prix à hauteur de 10 cents la livre pour éviter de perdre le soutien du Sud. Les producteurs de coton semblent avoir évolué de la neutralité à l'intervention à peu près au même rythme que le reste de la nation,. Les agriculteurs du Midwest étaient généralement opposés à la guerre, en particulier ceux d'origine allemande et scandinave. Le Midwest devint le bastion de l'isolationnisme; d'autres zones rurales éloignées n’avaient également aucun penchant pour la guerre,,.
La communauté afro-américaine ne prit pas de forte position dans un sens ou dans l'autre. Un mois après que le congrès déclara la guerre, W. E. B. Du Bois appela les Afro-américains à « combattre coude à coude avec le monde pour un monde où la guerre n’existerait plus ». Une fois que la guerre eut commencé et les hommes noirs furent incorporés, ils travaillèrent pour atteindre l'égalité. Beaucoup avaient espéré que l'aide de la communauté dans les efforts de guerre à l'étranger permettrait de gagner des droits civils sur le territoire national. Alors que les libertés civiles n’étaient toujours pas accordées, de nombreux Afro-Américains se fatiguèrent d'attendre la reconnaissance de leurs droits en tant que citoyens américains.

### Les religieux
Beaucoup de confessions protestantes différentes, comme les méthodistes et les baptistes, dénoncèrent bruyamment la guerre au début. Elle était la punition de Dieu pour le péché. Leur moralisme était agressivement axé sur le bannissement des maux (comme les saloons) de la surface de la terre via la prohibition, et s’il pouvait être démontré que le militarisme allemand était un mal semblable, ils pèserait d’un poids énorme dans la balance. Wilson, le fils d'un éminent théologien intensément religieux, savait exactement comment exploiter le moralisme dans ses attaques contre les « Huns » qui menaçaient la civilisation, d’où ses appels à une croisade quasi religieuse au nom de la paix.

### Le Sud
Il y avait un fort sentiment contre la guerre dans les États du Sud blanc et dans les États frontaliers. Dans le Missouri rural par exemple, la méfiance des puissantes influences orientales portait sur le risque que Wall Street conduirait l'Amérique à la guerre. À travers le Sud, les fermiers blancs pauvres se mirent en garde les uns les autres que « la guerre d'un homme riche signifiait le combat d'un homme pauvre », et ils n’en voulaient pas. Le membre du congrès démocrate de Virginie, James Hay, était le puissant président du Comité aux affaires militaires de la Chambre. Il bloqua à plusieurs reprises les efforts d'avant-guerre pour moderniser et agrandir le format de l'armée. La préparation pour lui n'était pas nécessaire parce que les Américains étaient déjà en sécurité, insistait-il en janvier 1915 :
« Isolé comme nous sommes, en sécurité dans notre immensité, protégé par une grande marine, et doté d'une armée suffisante pour toute situation d'urgence qui pourrait survenir, nous pouvons ignorer les lamentations et les prédictions des militaristes. »

### Les Germano-américains
| Photographie en noir et blanc représentant un homme à mi-corps, torse nu, vu de face, avec des touffes de poils adhérant au corps. · Photographie en noir et blanc représentant un homme à mi-corps, torse nu, vu de dos, avec des touffes de poils adhérant au corps. |

Les Américains d’origine allemande à cette époque-là n’avaient généralement que de faibles liens avec l'Allemagne; cependant, ils avaient peur du traitement négatif qu'ils pourraient recevoir si les États-Unis entraient dans la guerre (ces mauvais traitements avait déjà lieu pour les citoyens descendant d’Allemands au Canada et en Australie). Presque aucun n'appela à intervenir au côté de l'Allemagne, appelant à la place à la neutralité et parlant de la supériorité de la culture allemande. Comme plus de pays étaient entraînés dans le conflit, cependant, la presse en anglais soutenait de plus en plus la Grande-Bretagne, alors que les médias américains de langue allemande appelaient à la neutralité, tout en défendant la position de l'Allemagne. Les Américains d’origine allemande de Chicago travaillèrent pour obtenir un embargo complet sur toutes les livraisons d'armes à destination de l'Europe. En 1916, de grandes foules de personnes d’origine allemande de Chicago célébrèrent l'anniversaire du Kaiser, ce qu'ils n’avaient jamais fait avant la guerre. Des Américains d’origine allemande au début de 1917 appelèrent encore à la neutralité, mais déclarèrent que si une guerre survenait, ils seraient fidèles aux États-Unis. À ce moment-là, ils avaient été presque entièrement exclus du discours national sur le sujet. Une fois que la guerre débuta, ils furent harcelés en tant de façons différentes que l'historien Carl Wittke nota en 1936, que c’était « l'une des expériences les plus difficiles et humiliantes subies par un groupe ethnique dans l'histoire américaine ». Des socialistes américains d’origine allemande à Milwaukee, dans le Wisconsin firent activement campagne contre l'entrée des États-Unis dans la guerre.

### Les Églises et les femmes

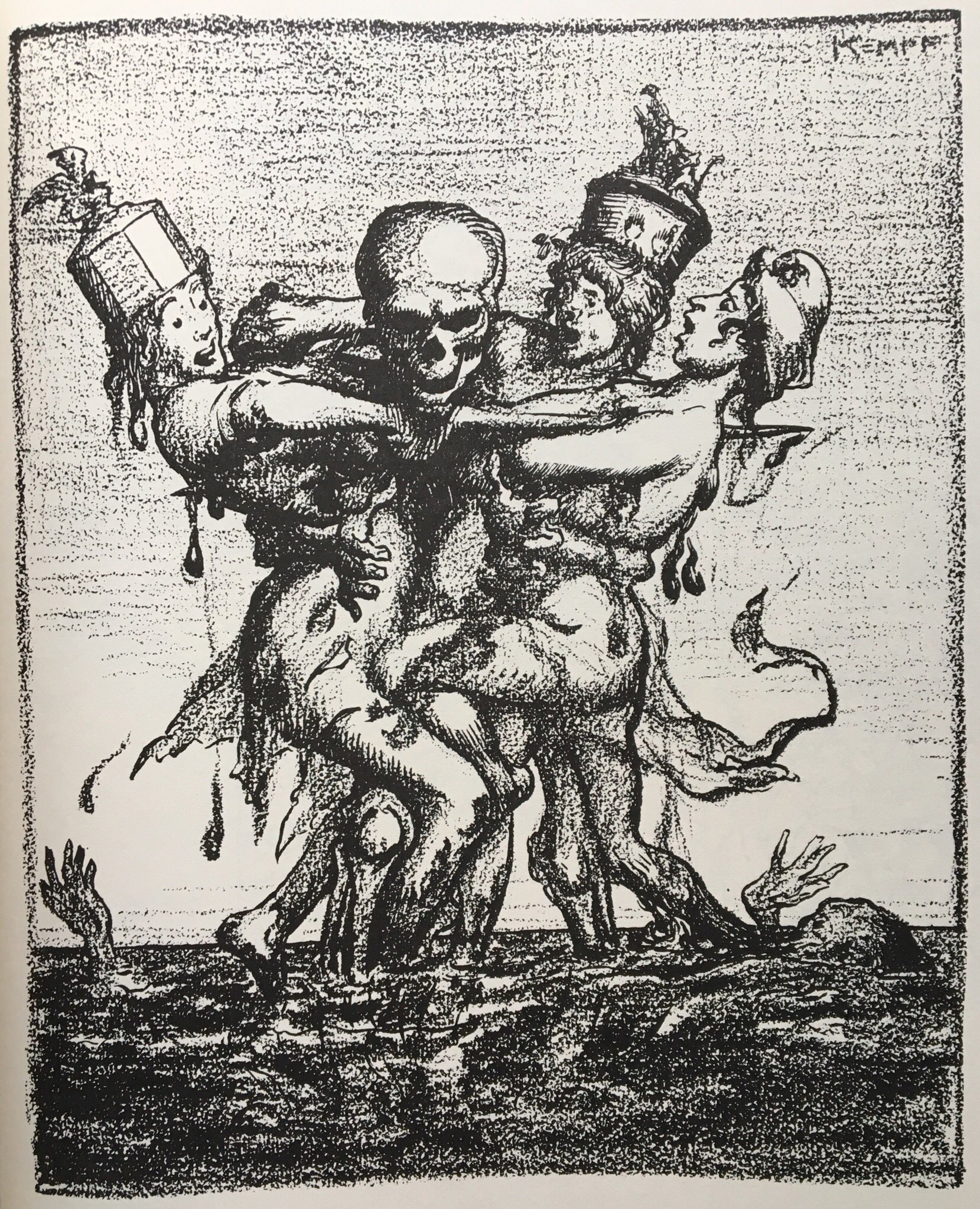
Come on in, America, the Blood's Fine! (1917) par M.A. Kempf.

Les dirigeants de la plupart des groupes religieux (les épiscopaliens exceptés) avaient tendance à prôner le pacifisme, comme les dirigeants du mouvement féministe. Un effort concerté fut mené par les dirigeants anti-guerre, dont Jane Addams, Oswald Garrison Villard, David Starr Jordan, Henry Ford, Lillian Wald, et Carrie Chapman Catt. Leur but était de convaincre Wilson d’établir une médiation menant à la fin de la guerre en amenant les belligérants à la table de conférence. Wilson, en effet, fit des efforts énergiques, sérieux et sur la durée pour cela, et maintint son administration neutre, mais ses efforts furent à plusieurs reprises repoussés par la Grande-Bretagne et l'Allemagne. Enfin, en 1917, Wilson convainquit certains d'entre eux que pour être vraiment anti-guerre, ils devaient appuyer ce que Wilson promettait d’être « une guerre pour mettre fin à toutes les guerres ».
Une fois que la guerre fut déclarée, les catégories les plus libérales, qui avaient approuvé l'Évangile social, appelèrent à une guerre pour la justice qui contribuerait à élever l'humanité tout entière. Le thème, un aspect de l'exceptionnalisme américain, était que Dieu avait choisi l'Amérique comme son outil pour apporter la rédemption au monde.
Les évêques catholiques américains maintinrent un silence général sur la question de l'intervention. Des millions de catholiques vivaient dans les deux camps en guerre, et les catholiques américains avaient tendance à se diviser dans leurs opinions envers l'engagement américain dans la guerre, selon des lignes ethniques. À l'époque, les villes fortement catholiques et les villes de l'Est et du Midwest contenaient souvent plusieurs paroisses, chacune regroupant un seul groupe ethnique, comme les Irlandais, les Allemands, les Italiens, les Polonais, ou les Anglais. Les catholiques américains d'origine irlandaise et allemande s’opposaient le plus fortement à une intervention. Le pape Benoît XV fit plusieurs tentatives pour négocier une paix. Tous ses efforts furent repoussés par les Alliés et les Allemands, et tout au long de la guerre, le Vatican maintint une politique de stricte neutralité.

### Les Juifs américains
Les sympathies des Juifs américains se divisèrent également selon des lignes ethniques, avec d’un côté les Juifs récemment arrivés parlant le yiddish penchant vers le sionisme, et de l’autre, la communauté juive germano-américaine établie en grande partie opposée. En 1914-1916, il y avait peu de forces juives en faveur de l'entrée de l’Amérique dans la guerre. Beaucoup considéraient la Grande-Bretagne comme étant hostile aux intérêts juifs. La ville de New York City, avec ses 1,5 million de Juifs bien organisés, était le centre de l'activisme anti-guerre,.
Les différentes communautés juives travaillèrent ensemble pendant les années de guerre pour porter secours aux communautés juives d'Europe de l'Est,.
La plus grande préoccupation pour les Juifs était le régime tsariste en Russie, car il était notoire qu’il tolérait les pogroms et menait des politiques antisémites. Comme l'historien Joseph Rappaport le rapporta à la suite de son étude de la presse yiddish pendant la guerre, « Le pro-germanisme des immigrants juifs d'Amérique était une conséquence inévitable de leur russophobie ». La chute du régime tsariste en mars 1917 enleva un obstacle majeur pour beaucoup de Juifs qui refusaient de soutenir le tsarisme. L’évolution se passa facilement à New York, et l’opposition, de gauche, à la guerre s’effondra en grande partie lorsque les Sionistes virent la possibilité d'utiliser la guerre pour exiger l’état d'Israël.

### Les Irlando-Américains
Les opposants à la guerre intérieurs les plus efficaces étaient les catholiques américano-irlandais. Ils avaient peu d'intérêts sur le continent, mais étaient contre l'aide au Royaume-Uni parce qu'il refusait d’accorder l'indépendance à l'Irlande.
John Redmond et le Parti parlementaire irlandais (PPI) déclara que les volontaires irlandais devraient soutenir les efforts de guerre pro-alliés de l'Amérique d'abord, gagnant en retour la sévère réaction de la communauté américaine irlandaise. Les attaques insistèrent sur le fait qu'il n'était pas temps de soutenir la Grande-Bretagne dans sa tentative de « renforcer et d'étendre son empire ». Les attaques contre le PPI et la presse pro-alliée montrèrent une ferme conviction qu’une victoire allemande hâterait l’indépendance de l’Irlande. Pourtant, plutôt que de proposer une intervention au côté des Allemands, les dirigeants et les organisations irlandaises américaines exigèrent la neutralité américaine. Mais le nombre croissant de contacts entre les militants nationalistes irlandais et les agents allemands aux États-Unis alimentèrent les préoccupations sur la loyauté des Américains irlandais laïcs. Néanmoins, près de 1 000 Américains d'origine irlandaise périrent en combattant avec les forces armées des États-Unis durant la Première Guerre mondiale.
L’insurrection de Pâques à Dublin en avril 1916 fut matée en une semaine et ses dirigeants fusillés. La presse américaine traditionnelle qualifia le soulèvement de stupide et d’erreur, et d’être grandement inspirée par les Allemands. Dans l'ensemble l'opinion publique resta pro-britannique.
Les Américains irlandais dominaient le parti démocrate dans de nombreuses grandes villes, si bien que Wilson dut tenir compte de leurs points de vue. Ils ne l'empêchèrent pas d'être hostile à l'Allemagne, mais ils le forcèrent à garder ses distances avec la Grande-Bretagne. En effet, la pression irlando-américaine influença les États-Unis en ne pas accepter les buts de guerre de la Grande-Bretagne comme les siens mais de définir ses propres objectifs, en premier lieu l'autodétermination. La communauté irlando-américaine pensait qu'elle avait la promesse de Wilson pour promouvoir l'indépendance de l’Irlande en échange de leur soutien à sa politique de guerre, mais après la guerre, ils furent amèrement déçus par son refus de les soutenir en 1919. Wilson considérait la situation irlandaise comme une affaire purement interne au Royaume-Uni et ne percevait pas le conflit et les troubles en Irlande comme une situation comparable aux diverses nationalités en Europe conséquence de la Première Guerre mondiale.

### Les immigrés pro-Alliés
Certains immigrants britanniques travaillèrent activement en faveur de l'intervention. Samuel Insull, né à Londres et industriel de Chicago, par exemple, fournit l'argent, de la propagande, et des moyens avec enthousiasme aux volontaires pour s’enrôler dans les armées britanniques ou canadiennes. Après l'entrée en guerre des États-Unis, Insull dirigea le Conseil d'État à la Défense de l'Illinois. Il était chargé de l'organisation de la mobilisation dans l'État.
Les immigrants en provenance d'Europe de l'Est se souciaient en général plus de la politique dans leur pays d'origine que la politique aux États-Unis. Les porte-paroles des immigrants slaves espéraient que la victoire des Alliés apporterait l'indépendance de leur pays d'origine. Un grand nombre d'immigrants hongrois qui avaient des penchants libéraux et nationalistes et qui voulaient une Hongrie indépendante, distincte de l'Empire austro-hongrois firent pression en faveur de la guerre et s’allièrent avec les Atlantistes ou la partie anglophile de la population. Cette communauté était en grande partie pro-britannique et anti-allemande,,. Les Américains d’origine albanaise, dans les communautés telles que Boston, firent également campagne pour l'entrée dans la guerre et étaient massivement pro-britanniques et anti-allemands, espérant que la guerre conduirait à une Albanie indépendante libérée de l'Empire ottoman. Les immigrants polonais, slovaques et tchèques étaient des partisans enthousiastes pro-guerre et généralement pro-britanniques.

### Le pacifisme populaire

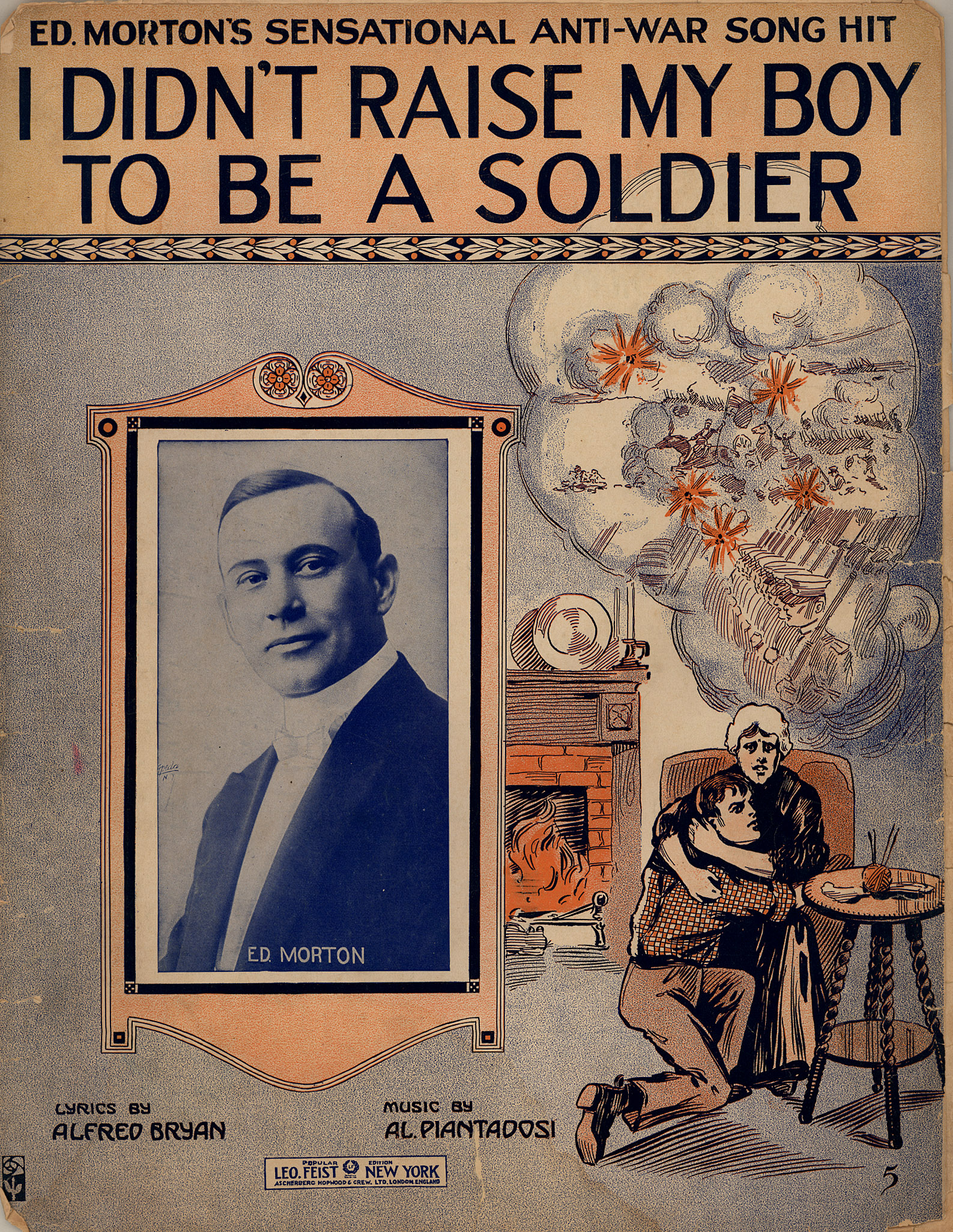
La chanson « I Didn't Raise My Boy To Be A Soldier » (je n’ai pas élevé mon fils pour être un soldat) fut un succès en 1915, atteignant 650000 ventes. Son expression du sentiment pacifiste populaire « contribua à faire du mouvement pacifiste, une réalité politique quantifiable, avec à laquelle il fallait compter ».

Henry Ford soutint la cause pacifiste en parrainant une mission, privée, de paix, à grande échelle, avec de nombreux militants et intellectuels à bord du « Peace Ship (en) » (paquebot Oscar II). Ford affréta le navire en 1915 et invita des militants de la paix en vue à le joindre pour rencontrer les dirigeants des deux bords en Europe. Il espérait créer assez de publicité pour inciter les nations belligérantes à convoquer une conférence de paix et une médiation pour mettre fin à la guerre. La mission fut grandement moquée par la presse, qui écrivit sur le « Bateau des idiots ». Les luttes intestines entre les militants, les moqueries de la presse présente à bord, et une épidémie de grippe entachèrent le voyage. Quatre jours après l'arrivée du navire en Norvège neutre, assiégé et malade, Ford abandonna la mission et retourna aux États-Unis : il avait échoué.

### Les agents allemands
Un agent allemand chargé de la propagande laissa sa serviette dans le train, où un agent des services secrets en alerte le récupéra. Wilson laissa les journaux en publier le contenu, qui indiquait un effort systématique de Berlin pour subventionner les journaux amicaux et bloquer les achats britanniques de matériel de guerre. L'espion allemand, le débonnaire Franz Rintelen von Kleist dépensa des millions pour financer des sabotages au Canada, semer le trouble entre les États-Unis et le Mexique et inciter à des grèves. Les Britanniques faisaient également de la propagande, mais ils ne furent pas pris la main dans le sac. L'Allemagne en fut blâmée, les Américains étant de plus en plus inquiets vis-à-vis de la vulnérabilité d'une société libre face à la subversion. En effet, l'une des principales craintes des Américains de tous bords en 1916-1919 était que des espions et des saboteurs étaient présents partout. Ce sentiment joua un rôle majeur suscitant la peur de l'Allemagne, et la suspicion envers les personnes d'origine allemande qui ne pouvait pas « prouver » leur totale loyauté.

## La préparation
En 1915, les Américains prêtaient une attention plus soutenue à la guerre. Le naufrage du Lusitania eut un effet important sur l'opinion publique en raison de la mort de civils américains. Cette année, un puissant mouvement de « préparation » émergea. Ses partisans firent valoir que les États-Unis avaient besoin de construire immédiatement des solides forces navales et terrestres à des fins défensives ; un non-dit était que l'Amérique aurait à se battre tôt ou tard. Le général Leonard Wood (encore en service actif après avoir servi comme chef d'état-major de l'armée), l'ancien président Theodore Roosevelt, et les anciens secrétaires à la guerre Elihu Root et Henry Stimson étaient les moteurs de ce mouvement, ainsi que de nombreux éminents banquiers, industriels, avocats et descendants de grandes familles. En effet, il apparut un mouvement « Atlantiste », un groupe d'Américains influents constitué principalement de membres de la classe supérieure : des avocats, des banquiers, des universitaires et des politiciens du Nord-Est, impliqués dans un internationalisme anglophile. Leur représentant était Paul D. Cravath, l'un des plus grands avocats de New York. Pour Cravath, au milieu de la cinquantaine quand la guerre commença, le conflit suscitât un intérêt pour les affaires internationales qui domina le reste de sa carrière. Farouchement anglophile, il soutint fortement l'intervention américaine dans la guerre et espérait qu’une proche coopération anglo-américaine serait la base de l'organisation internationale d'après-guerre.

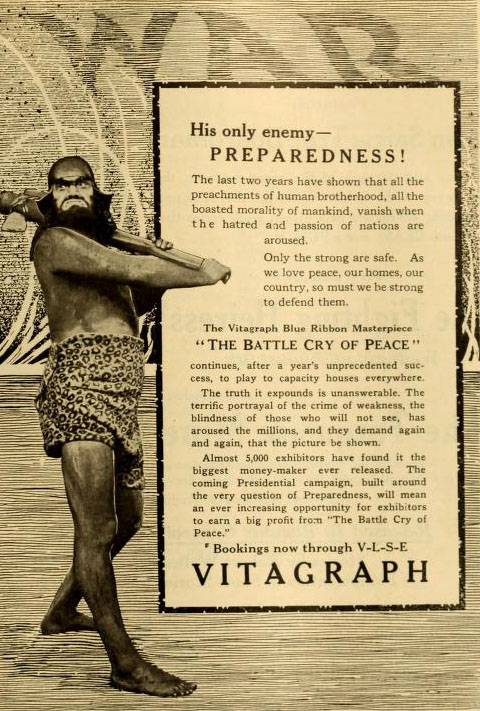
Affiche du film The Battle Cry of Peace (le cri de la bataille de la paix)

Le mouvement de préparation avait une philosophie «réaliste» du monde des affaires, ses tenants pensaient que la force économique et la force militaire étaient plus décisives que les croisades idéalistes axées sur des causes telles que la démocratie et l'autodétermination nationale. Soulignant sans relâche la faiblesse des défenses nationales, ils montrèrent que les 100 000 hommes de l’armée de terre américaine, même augmentée des 112 000 gardes nationaux, était en infériorité numérique d’un facteur 20 face à l'armée allemande, qui «était issue d'une population plus petite. La réforme signifiait, pour eux, une « formation militaire universelle ». Ils proposèrent un programme de service national en vertu duquel les 600 000 hommes qui atteignaient leurs 18 ans chaque année seraient tenus de passer six mois de formation militaire, et ensuite être affectés à des unités de réserve. La petite armée régulière serait essentiellement un organisme de formation.
Les antimilitaristes protestèrent que le plan ferait ressembler l'Amérique à l'Allemagne (qui aurait nécessité un service actif de deux ans). Ses promoteurs répliquèrent que le « service » militaire était un devoir essentiel de la citoyenneté, et que, sans le dénominateur commun fourni par ce service, la nation se fragmenterait en groupes ethniques antagonistes. Un porte-parole promit que le service national deviendrait « un vrai creuset, sous lequel le feu [serait] assez chaud pour faire fondre les éléments en une seule masse commune de l'américanisme ». En outre, ils promirent que la discipline et la formation en feraient une force de travail mieux rémunérée. L’hostilité au service militaire était forte à l'époque, et le programme ne réussit pas à gagner l’adhésion et ne fut pas approuvé. Durant la Seconde Guerre mondiale, lorsque le secrétaire de la guerre Stimson proposa un programme semblable de service militaire en temps de paix, il fut défait.
Soulignant son engagement, le mouvement de préparation mit en place et finança ses propres camps d'entraînement (en) d'été à Plattsburgh, New York, et sur d'autres sites, où 40 000 anciens élèves de l’université devinrent physiquement aptes, apprirent à marcher et à tirer et fournirent finalement le cadre d'un corps d'officiers de temps de guerre. Les suggestions des syndicats que les jeunes talents de la classe ouvrière devaient être invités à Plattsburgh furent ignorées. Le mouvement de préparation était éloigné non seulement de la classe ouvrière, mais aussi des dirigeants de la classe moyenne de la plupart des petites villes américaines. Il avait peu de lien avec la garde nationale, car ils la considéraient comme politisée, localiste, mal armée, mal formée, trop encline à des croisades idéalistes (contre l'Espagne en 1898), et manquant trop de compréhension des affaires du monde. La Garde nationale, d'autre part, était solidement ancrée dans la politique locale et des États et disposait d’une représentation d’un très large échantillon de la société américaine. La Garde était l'une des rares institutions de la nation qui (dans certains États du Nord) acceptait les Noirs sur un pied d'égalité.
Le parti démocrate vit le mouvement de préparation comme une menace. Roosevelt, Root et Wood étaient des candidats républicains potentiels. Plus subtilement, les démocrates étaient enracinés dans les communautés locales qui appréciaient la Garde nationale, et les électeurs étaient hostiles aux riches et aux puissants en premier lieu. Travaillant avec les Démocrates qui contrôlaient le Congrès, Wilson réussit à attaquer les forces de préparation. Les chefs de l'armée et de la marine furent contraints de témoigner devant le Congrès que l'armée de la nation était en excellent état.
En fait, ni l'armée, ni la marine n’étaient prêtes pour la guerre. La marine avait de beaux navires, mais Wilson les avait utilisés pour menacer le Mexique, et l’état de préparation de la flotte en avait souffert. Les équipages du Texas et du New York, les deux cuirassés les plus récents et les plus grands, n’avaient jamais fait feu, et le moral des marins était bas. Les forces aériennes de l'armée de terre et de la marine avaient une taille minuscule. Malgré l'afflux de nouveaux systèmes d'armes dévoilés lors de la guerre en Europe, l'armée de terre y prêtait peu d'attention. Par exemple, aucune étude de la guerre des tranchées, des gaz toxiques ou des chars n’avait été faite, et elle ne connaissait pas l'évolution rapide de la tactique aérienne. Les membres du Congrès démocrates tentèrent de réduire le budget militaire en 1915. Le mouvement de préparation exploita efficacement la montée de l'indignation à la suite de l'incident du Lusitania en mai 1915, obligeant les Démocrates à promettre des améliorations aux forces militaires et navales. Wilson, moins craintif de la marine, adopta un programme de construction à long terme visant à rendre la flotte égale à la Royal Navy au milieu des années 1920. Le « réalisme » était à l'œuvre ici; les amiraux étaient des Mahanians et ils voulaient donc une flotte de surface de cuirassés lourds égale à celle de la Grande-Bretagne. Les faits de guerre sous-marine (qui nécessitaient des destroyers, pas des cuirassés) et les possibilités de guerre imminente avec l'Allemagne (ou avec la Grande-Bretagne, d'ailleurs), furent tout simplement ignorés.
Le programme de Wilson pour l'armée de terre déclencha une tempête de feu. Le secrétaire à la guerre Lindley Garrison adopta un bon nombre des propositions des chefs du mouvement de préparation, en particulier l'accent fut mis sur une grande réserve fédérale et l'abandon de la Garde nationale. Les propositions de Garrison indignaient non seulement les politiciens locaux des deux partis, mais ils offensèrent également une ferme conviction partagée par l'aile libérale du mouvement progressiste. Ils estimaient que la guerre avait toujours eu une motivation économique cachée. Plus précisément, ils avertirent que les principaux bellicistes étaient les banquiers de New York (comme J. P. Morgan), les fabricants de munitions (comme Bethlehem Steel, qui fabriquait des blindages, et DuPont, qui fabriquait de la poudre) et des industriels non précisées à la recherche de marchés mondiaux à contrôler. Les critiques anti-guerre les balayèrent. Ces intérêts particuliers étaient trop puissants, en particulier comme le nota le sénateur LaFollette, dans l'aile conservatrice du Parti républicain. La seule voie de la paix était le désarmement, réitéra Bryan.
Le plan de Garrison déclencha la bataille la plus féroce dans l'histoire en temps de paix sur la relation entre la planification militaire et les objectifs nationaux. En temps de paix, les arsenaux du département à la Guerre et les chantiers de la Marine fabriquaient presque toutes les munitions militaires, y compris pour les navires de guerre, l'artillerie, les canons navals. Les articles disponibles sur le marché civil, tels que la nourriture, les chevaux, les selles, les wagons et les uniformes étaient toujours achetés auprès d'entrepreneurs civils. Les plaques de blindage (et après 1918, les avions) étaient des exceptions qui causèrent une controverse incessante depuis un siècle. Après la Seconde Guerre mondiale, les arsenaux et les chantiers de la Marine étaient beaucoup moins importants que les entreprises de fabrication d’avions civils géants et les entreprises électroniques, qui étaient devenues la deuxième moitié des dirigeants du « complexe militaro-industriel ». Les pacifistes comme Jane Addams de Hull House et David Starr Jordan de Stanford redoublèrent d’efforts, et tournèrent alors leur discours contre le président parce qu'il « sem[ait] les graines du militarisme, promouvant une caste militaire et navale ». De nombreux ministres, des professeurs, des porte-parole de fermiers et des dirigeants syndicaux se rejoignirent et, avec le soutien puissant à partir d'une bande de quatre douzaines de démocrates du Sud au Congrès prirent le contrôle de la commission des affaires militaires. Wilson, en grande difficulté, reprit à son compte la cause à la population dans une grande tournée au début de 1916, un tour de chauffe pour sa campagne de réélection. Wilson sembla avoir gagné les classes moyennes, mais eut peu d'impact sur les classes ouvrières et les agriculteurs profondément isolationnistes. Le Congrès refusait toujours de bouger, de sorte que Wilson remplaça Garrison comme secrétaire de la guerre par Newton Baker, le maire démocrate de Cleveland et un adversaire déclaré de la préparation (Garrison resta calme, mais estima que Wilson était « un homme aux idéaux élevés, mais sans principes ».). Le résultat fut un compromis adopté en mai 1916, alors que la guerre faisait rage et Berlin se demandait si l'Amérique était si faible qu'elle pouvait être ignorée. L'armée devait doubler de taille pour comprendre 11 300 officiers et 208 000 hommes, sans réserves, et la Garde nationale verrait ses effectifs atteindre, en cinq ans, 440 000 hommes. Les camps d'été sur le modèle de celui de Plattsburg furent autorisés pour les nouveaux officiers, et le gouvernement alloua 20 millions de dollars pour construire une usine de nitrate. Les partisans de la préparation étaient démoralisés, les pacifistes jubilaient. L’Amérique était alors trop faible pour entrer en guerre. Le colonel Robert L. Bullard se plaignait en privé que « Les deux parties [la Grande-Bretagne et l'Allemagne] nous traitent avec dédain et mépris, notre folle et béate vanité de supériorité nous a explosé aux visages et à juste titre ». La Chambre des représentants étripa les plans navals rejetant le plan de « grande marine » par 189 voix contre 183, et sabordant les cuirassés. La bataille du Jutland (31 mai -1er juin 1916) fut utilisée par les partisans de la marine pour faire valoir la primauté de la puissance navale; ils prirent alors le contrôle du Sénat, brisèrent la coalition de la Chambre des représentants et autorisèrent un plan de construction rapide sur trois ans de toutes les classes de navires de guerre. Un système d'armes nouvelles, l'aviation navale, reçut 3,5 millions de dollars et le gouvernement fut autorisé à construire sa propre usine de blindage. La faiblesse même de la puissance militaire américaine encouragea Berlin à lancer ses attaques sous-marines sans restriction en 1917. L’Allemagne savait que cela signifiait la guerre avec l'Amérique, mais elle pouvait prendre le risque à ce moment-là parce que l'armée américaine était quantité négligeable et les nouveaux navires de guerre ne seraient pas mis à flot avant 1919, date à laquelle la guerre serait finie et l'Allemagne victorieuse. L’idée que les armements conduisirent à la guerre fut dans toutes les têtes : le refus d'armer en 1916 conduisit à la guerre en 1917.

### Taille de l’armée
Les Américains estimèrent avoir un besoin croissant pour une armée qui pourrait inspirer le respect; comme un éditorialiste l’écrivit : « La meilleure chose résultant d'une grande armée de terre et d’une marine forte est qu'ils rendent plus facile le fait de dire exactement ce que nous voulons dire dans notre correspondance diplomatique ». Berlin, jusqu'alors, avait reculé et s’était excusé lorsque Washington était en colère, renforçant ainsi la confiance américaine en elle. Les droits et l'honneur de l'Amérique furent de plus en plus mis en avant. Le slogan « Paix » céda la place à « la paix avec honneur». L'armée de terre resta cependant impopulaire. Le mouvement de préparation utilisa ses accès aux médias de masse pour démontrer que le ministère de la Guerre n’avait pas de plans, pas de matériel, peu de formation, pas de réserves, une garde nationale risible, et une organisation pour la guerre tout à fait insuffisante. Les films comme Naissance d'une nation (The Birth of a Nation) (1915) et The Battle Cry of Peace (La bataille du cri de la paix) (1915) décrivaient des invasions de l’Amérique qui exigeaient une réaction.

### La marine
La volonté et la capacité de la marine des États-Unis était un sujet de controverse. La presse à l'époque écrivait que la seule chose que l'armée était prête à contrer était une flotte ennemie tentant de saisir port de New York, à un moment où la flotte de combat allemande était parquée par la marine britannique. Le secrétaire à la Marine Josephus Daniels était un journaliste à tendance pacifiste. Il avait mis en place les ressources éducatives de la Marine et rendu le Naval War College de Newport, dans le Rhode Island comme une expérience essentielle pour les futurs amiraux. Cependant, il s’aliéna le corps des officiers avec ses réformes moralisatrices, dont l’interdiction du vin au mess des officiers, du bizutage à l'Académie navale, des aumôniers et des YMCA. Daniels, en tant que journaliste, connaissait la puissance de la publicité. En 1915, il créa le Conseil consultatif naval dirigé par Thomas Edison pour obtenir des conseils et l'expertise d'éminents scientifiques, ingénieurs et industriels. Il popularisa la technologie, l'expansion navale et la préparation militaire, et la fit bien couvrir par les médias. Mais selon Coletta, il ignora les besoins stratégiques de la nation et, dédaignant les conseils de ses experts, Daniels suspendit les réunions du Conseil conjoint de l'armée et de la marine pour deux ans parce qu'il donnait des conseils malvenus, réduisant de moitié les recommandations pour les nouveaux navires du Conseil général, réduisit le pouvoir des officiers de la marine dans les chantiers navals de la Marine où les navires étaient construits et réparés et ignora le chaos administratif dans son département. Bradley Fiske, un des amiraux les plus novateurs de l'histoire navale américaine, était proche collaborateur de Daniels en 1914. Il recommanda une réorganisation pour se préparer à la guerre, mais Daniels refusa. Au lieu de cela, il remplaça Fiske en 1915 et choisit pour le nouveau poste de chef des opérations navales, un capitaine inconnu, William Benson. Choisi pour son obéissance, Benson se révéla être un bureaucrate rusé qui était plus intéressé à se préparer à une confrontation éventuelle avec la Grande-Bretagne qu'à un conflit immédiat avec l'Allemagne. Benson dit à l’amiral Sims, qu’il « devrait combattre les Britanniques comme les Allemands ». Les propositions visant à envoyer des observateurs en Europe furent bloquées, laissant la marine dans l’ignorance du succès de la campagne sous-marine allemande. L'amiral William Sims affirma après la guerre, qu’en avril 1917, seulement 10 % des navires de guerre de la marine avaient leur effectif au complet ; il manquait 43 % de leur équipage au reste. Les navires légers anti-sous-marins étaient peu nombreux, comme si Daniels n’avait pas été au courant de la menace des sous-marins allemands sur lequel s’était concentrée la politique étrangère pendant deux ans. Le seul plan d'opérations de guerre de la Marine, le plan noir tablait sur la non-existence de la marine britannique et sur le fait que les cuirassés allemands se déplaçaient librement dans l'Atlantique et les Caraïbes, menaçant le canal de Panama. Le mandat Daniels aurait été encore moins réussit sans les efforts énergiques du sous-secrétaire Franklin D. Roosevelt, qui dirigeait effectivement le département. Son plus récent biographe conclut qu’ « il [était] vrai que Daniels n’avait pas préparé la marine pour la guerre à laquelle elle [aurait] à faire face ».

## Décision de déclarer la guerre

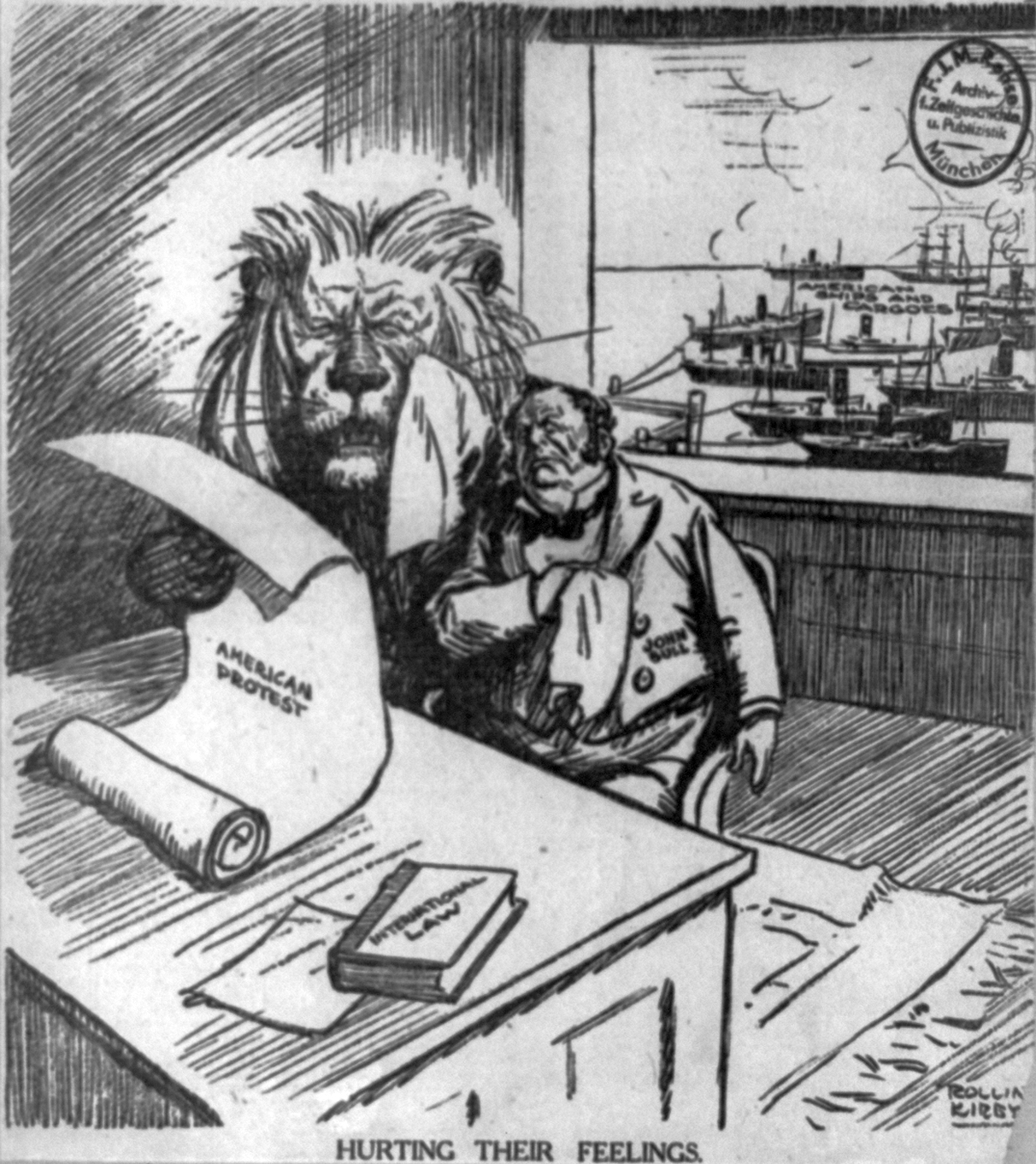
« Blessant leurs sentiments » : bande dessinée politique du 9 novembre 1915, montrant le lion britannique et John Bull lisant un journal au sujet des manifestations américaines contre la guerre, alors que les navires et les cargaisons américaines apparaissent dans le port derrière eux.

En 1916, un nouveau facteur apparut, un sens de l'intérêt national et le nationalisme américain. Le nombre incroyable de victimes en Europe ramenait à la réalité ; deux grandes batailles avaient causé plus d'un million de victimes chacune. Il est clair que cette guerre serait un épisode décisif dans l'histoire du monde. Tous les efforts américains pour trouver une solution pacifique étaient refoulés.

### La prise de décision
Kendrick Clements revendiqua que la prise de décision bureaucratique était l'une des principales sources ayant poussé les États-Unis à déclarer la guerre à l'Allemagne et s'aligner avec les Alliés. Il cita la demande du département d'État que les sous-marins allemands obéissent à la loi obsolète du XVIIIe siècle datant de la marine à voile comme l'un des premiers faux pas de la bureaucratie américaine au sujet de la guerre. Ce faisant, les États-Unis avaient donné à l'Allemagne le choix de décider si les États-Unis entreraient ou pas en guerre. Le secrétaire d'État William Jennings Bryan passa la majeure partie de la fin de 1914 sans contact avec le département d'État, laissant Robert Lansing, plus conservateur, la capacité de façonner la politique étrangère américaine de l'époque. L'une de ces décisions fut prise en réponse aux protestations britanniques sur le fait que les Allemands utilisaient des tours de radio américaines pour envoyer des messages à leurs navires de guerre. L’Allemagne fit valoir que l'utilisation des tours était nécessaire pour permettre un contact efficace entre les États-Unis et l'Allemagne, La Grande-Bretagne ayant coupé les câbles transatlantiques. Lansing répondit en exigeant que les deux parties donnent à la marine américaine les copies des messages qu'ils envoyaient via les tours. Les Français et les Britanniques étaient encore en mesure d'utiliser les câbles, forçant l'Allemagne à être le seul belligérant devant fournir copie de ses messages aux États-Unis. Ceci et d'autres décisions apparemment anodines prises par Lansing pendant ce temps s’ajoutèrent, faisant pencher le soutien américain vers les Alliés.

### Le télégramme Zimmermann
Une fois que l'Allemagne eut décidé d’une guerre sous-marine totale en janvier 1917, signifiant l’attaque de tous les navires américains dans l'Atlantique Nord, elle essaya de s’adjoindre de nouveaux alliés, en particulier le Mexique. Arthur Zimmermann, le ministre allemand des Affaires étrangères, envoya le télégramme Zimmermann au Mexique le 16 janvier 1917. Zimmerman invitait le Mexique (qui avait de mauvaises relations avec les États-Unis) à se joindre à une guerre contre les États-Unis. L’Allemagne promit au Mexique de payer les coûts et de l'aider à récupérer les territoires du Nord-Ouest, qu’il avait perdus au profit des États-Unis en 1848. Le renseignement britannique intercepta et décoda le télégramme et le transmit à l'administration Wilson. La Maison Blanche le divulgua à la presse le 28 février. Le télégramme était hypothétique et probablement pas décisif dans le changement de l'opinion publique. Cependant, la colère grandit alors que les Allemands commençaient à couler des navires américains, même si les isolationnistes au Sénat firent de l’obstruction pour bloquer la législation autorisant l’armement des navires marchands américains pour leur défense,.

### L’attaque des navires marchands américains
Au début de 1917, Berlin força la décision américaine. Sa décision, déclarée le 31 janvier 1917, de cibler les navires neutres dans une zone de guerre désignée devint la cause immédiate de l'entrée des États-Unis dans la guerre. Cinq navires marchands américains furent envoyés par le fond en mars. L'opinion publique outrée, soutint alors massivement Wilson quand il demanda au Congrès, le 2 avril 1917, de déclarer la guerre.

## L’opinion publique, le moralisme, et l'intérêt national
Les historiens tels qu’Ernest R. May (en) abordèrent le processus de l'entrée des États-Unis dans la guerre sous l’angle de la façon dont l'opinion publique changea radicalement en trois ans. En 1914, la plupart des Américains appelaient à la neutralité, voyant la guerre comme une terrible erreur et étaient déterminés à rester en dehors. En 1917, le même public pensait tout aussi fortement que d'aller à la guerre était à la fois nécessaire et sage. Les chefs militaires n’eurent que peu droit au chapitre de ce débat, et les considérations militaires furent rarement mises en avant. Les questions décisives avaient trait avec la morale et la vision de l'avenir. L'attitude qui prévalait est que l'Amérique possédait une position morale supérieure étant la seule grande nation se consacrant aux principes de la liberté et de la démocratie. En restant à l'écart des querelles des empires réactionnaires, elle pouvait préserver ces idéaux, tôt ou plus tard le reste du monde viendrait à les apprécier et à les adopter. En 1917, ce programme à très long terme dut faire face au grave danger à court terme, que des forces puissantes défavorables à la démocratie et la liberté triomphassent. Un soutien fort au moralisme vint de chefs religieux, des femmes (dirigées par Jane Addams) et de personnalités publiques comme le dirigeant démocrate William Jennings Bryan, secrétaire d'État de 1913 à 1916. Le moraliste le plus important de tous était le président Woodrow Wilson l'homme qui domina totalement la prise de décision si bien que la guerre fut appelée, dans une perspective américaine, « la guerre de Wilson ».
En 1917, Wilson gagna le soutien de la plupart des moralistes en proclamant « une guerre pour rendre le monde sûr pour la démocratie ». S'ils croyaient vraiment dans leurs idéaux, expliqua-t-il, le moment était venu de se battre. La question devint alors de savoir si les Américains allaient se battre pour ce qu'ils croyaient profondément, et la réponse s’avéra être un retentissant «Oui».
Les militants anti-guerre, à l'époque et dans les années 1930, alléguèrent que sous le vernis du moralisme et de l'idéalisme, il devait y avoir des arrière-pensées. Certains suggérèrent une conspiration de la part des banquiers de New York qui détenaient des prêts de guerre concédés aux Alliés d’un montant de 3 milliards de dollars, ou des entreprises chimiques et de fabrication d’acier qui vendirent des munitions aux Alliés. Cette interprétation était populaire parmi les Progressives de gauche (dirigés par le sénateur Robert LaFollette du Wisconsin) et parmi l’aile « agraire » du parti démocrate, dont le président du comité fiscal (Ways and Means Committee) de la Chambre des représentants. Il s’opposa à la guerre et, le moment venu, il réécrivit les lois fiscales pour s’assurer que les riches paieraient le plus. (Dans les années 1930, les lois sur la neutralité furent adoptées pour éviter que les intérêts financiers n’entraînassent la nation dans une guerre). En 1915, Bryan pensait que les sentiments pro-britanniques de Wilson avaient faussé sa politique, alors il devint le premier secrétaire d'État à démissionner en signe de protestation.
Cependant, l'historien Harold C. Syrett fit valoir que les entrepreneurs soutenaient la position de neutralité. D'autres historiens affirmèrent que l'élément pro-guerre fut animé non par le profit, mais par dégoût de ce que l'Allemagne avait fait, en particulier en Belgique, et la menace qu'elle représentait pour les idéaux de l'Amérique. La Belgique garda la sympathie du public alors que les Allemands exécutaient des civils, et une infirmière anglaise Edith Cavell. L’ingénieur américain Herbert Hoover dirigea une opération privée de secours qui remporta un large soutien. Fait aggravant les atrocités en Belgique, étaient les nouvelles armes que les Américains trouvèrent répugnantes, comme les gaz toxiques et le bombardement aérien de civils innocents comme le bombardement de Londres par des Zeppelins. Même les porte-paroles anti-guerre ne prétendirent pas que l'Allemagne était innocente, et les justifications pro-allemandes furent mal reçues.
Randolph Bourne critiqua la philosophie moraliste affirmant qu'elle était une justification par les élites intellectuelles américaines, comme le président Wilson, pour entrer en guerre sans raison. Il fit valoir que le mouvement pour la guerre commença avec le mouvement de préparation, alimenté par les grandes entreprises. Alors que les grandes entreprises ne poussaient pas beaucoup plus loin que la préparation, profitant au maximum de la neutralité, le mouvement finit par se transformer en un cri de guerre, dirigé par des intellectuels faucons de guerre sous couvert de moralisme. Bourne croyait que les élites savaient très bien ce que la guerre entraînerait et le prix en vies américaines qu'il en coûterait. Si les élites américaines pourraient représenter le rôle des États-Unis dans la guerre comme étant noble, ils pourraient convaincre le public américain généralement isolationniste que la guerre serait acceptable.
Mais par-dessus tout, l'attitude des Américains envers l'Allemagne se concentra sur les sous-marins, qui coulèrent le Lusitania en 1915 et d'autres navires à passagers « sans avertissement »,,. Cela apparut aux Américains comme un défi inacceptable pour les droits de l'Amérique en tant que pays neutre, et comme un affront impardonnable à l'humanité. Après des protestations diplomatiques répétées, l'Allemagne accepta d'arrêter ses attaques. Mais, en 1917, les militaires allemands décidèrent que la « nécessité militaire » dictait l'utilisation sans restriction de leurs sous-marins. Les conseillers du Kaiser estimèrent que l'Amérique était très puissante économiquement, mais trop faible militairement pour faire une quelconque différence.

## Déclaration de guerre

### À l’Allemagne

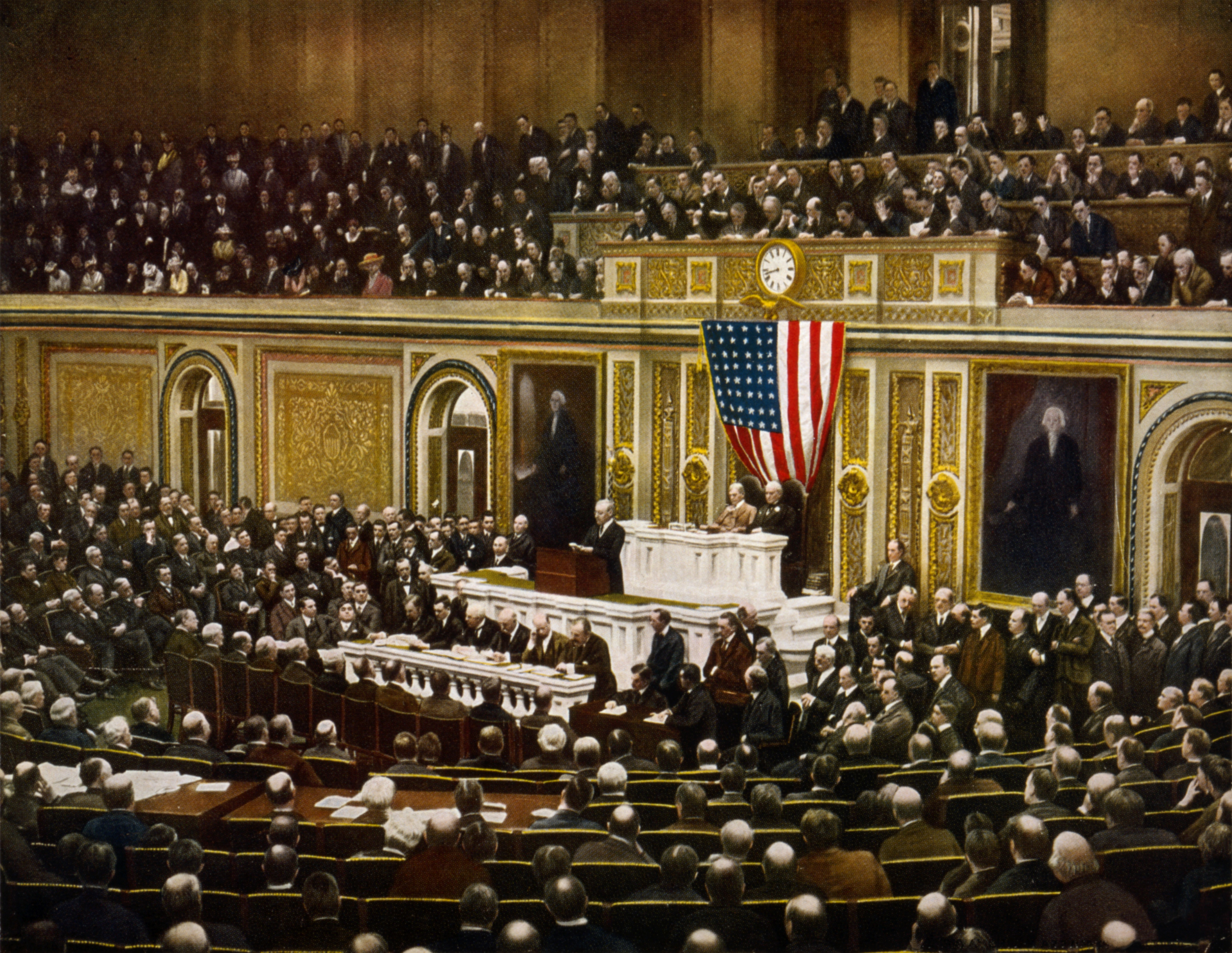
Le président Wilson demandant au Congrès de déclarer la guerre à l'Empire Allemand le 2 avril 1917.

Le 2 avril 1917, Wilson demanda une session conjointe spéciale du Congrès pour déclarer la guerre à l'Empire allemand, en déclarant: « Nous n'avons de fins égoïstes à servir ». Pour présenter le conflit comme une meilleure idée, il peignit le conflit d'un manière idéaliste, en déclarant que la guerre « rendr[ait] le monde sûr pour la démocratie » et plus tard que ce serait une « guerre pour mettre fin à la guerre ». Wilson proclama que les États-Unis avaient la responsabilité morale d'entrer dans la guerre. L'avenir du monde était déterminé sur le champ de bataille, et l'intérêt national américain exigeait une voix. La définition de Wilson de la situation remporta un grand succès et a façonné le rôle de l'Amérique dans les affaires mondiales et militaires depuis. Wilson croyait que, si les puissances centrales gagnaient, les conséquences seraient mauvaises pour les États-Unis. L’Allemagne aurait dominé le continent et peut-être gagnerait le contrôle des mers également. L’Amérique latine pourrait bien tomber sous le contrôle de Berlin. Le rêve de répandre la démocratie, le libéralisme et l'indépendance aurait été brisé. D'autre part, si les Alliés gagnaient sans aide, il y avait un danger qu'ils dépèceraient le monde sans tenir compte des intérêts commerciaux américains. Ils avaient déjà prévu d'utiliser les subventions gouvernementales, les barrières tarifaires et les marchés contrôlés pour contrer la concurrence que représentent les hommes d'affaires américains. La solution était une troisième voie, une « paix sans victoire », selon Wilson.
Le 6 avril 1917, le Congrès déclara la guerre. Au Sénat, la résolution fut adoptée par 82 voix contre 6, les sénateurs Harry Lane (en), William J. Stone (en), James Vardaman (en), Asle Gronna (en), Robert M. La Follette, Sr., et George W. Norris votèrent contre. À la Chambre des représentants, la déclaration fut adoptée par 373 voix contre 50, avec Claude Kitchin (en), démocrate, comme opposant notable. Un autre adversaire fut Jeannette Rankin, qui fut la seule qui vota contre l'entrée à la fois dans la Première Guerre mondiale et dans la Seconde Guerre mondiale. La quasi-totalité de l'opposition vint de l'Ouest et du Midwest.

### À l’Autriche-Hongrie
Le Sénat américain, par un vote de 74 voix contre 0, déclara la guerre à l'Autriche-Hongrie le 7 décembre 1917, citant la rupture des relations diplomatiques entre l'Autriche-Hongrie et les États-Unis, sa guerre sous-marine sans restriction et son alliance avec l'Allemagne. La déclaration fut adoptée à la Chambre des représentants par un vote de 365 voix contre 1.

### Bibliographie

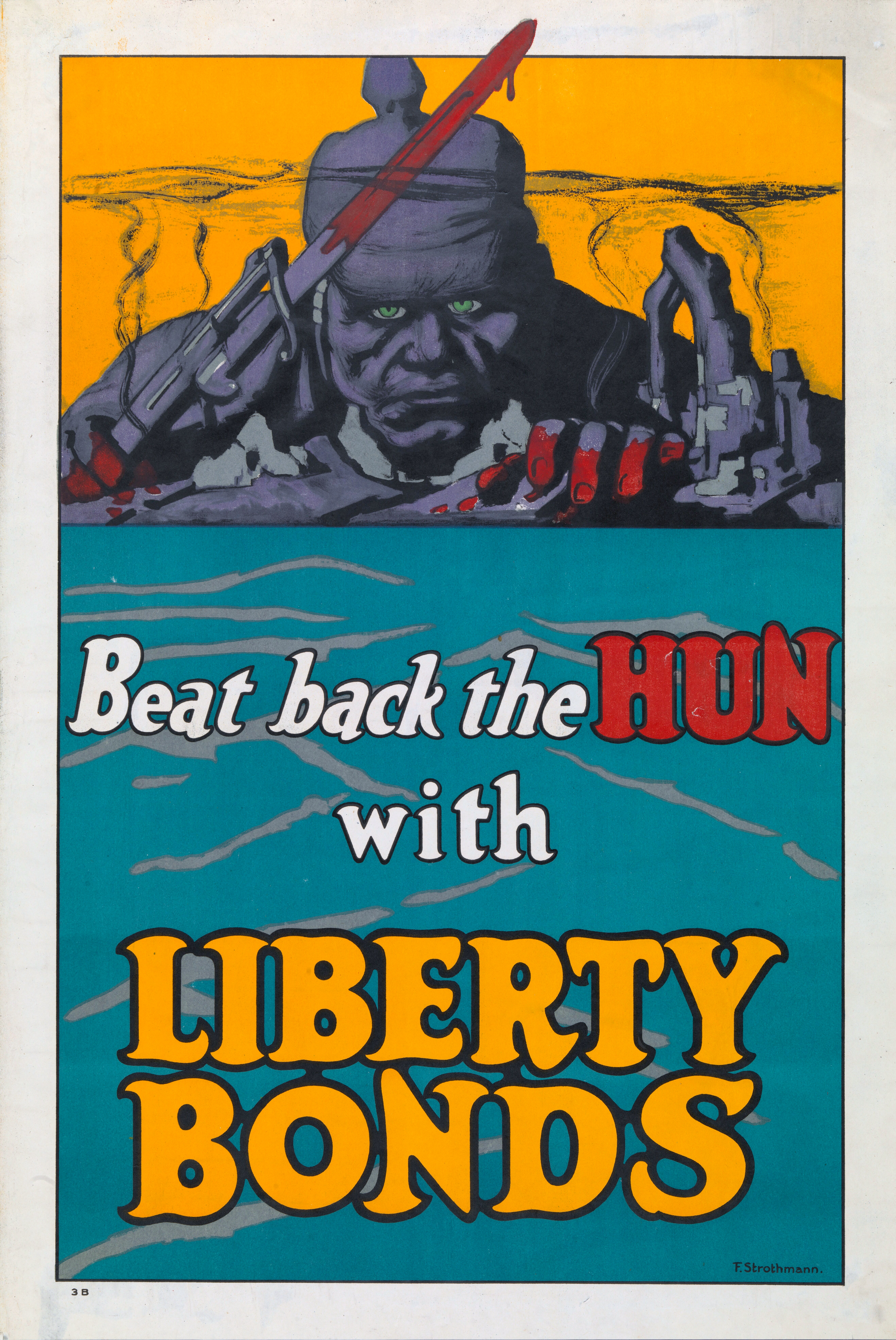
Après la déclaration de guerre, des posters pour les emprunts de guerre diabolisèrent l'Allemagne.